# Comté de Churchill
Pour les articles homonymes, voir Churchill.
Le comté de Churchill (en anglais : Churchill County) est un comté situé dans l'État du Nevada, aux États-Unis. Son siège est Fallon.
Le comté est nommé en l’honneur du brigadier général breveté de la guerre américano-mexicaine Sylvester Churchill.

## Géographie
Le comté a une superficie de 13 010 km2, dont 12 766 km2 sont de terre.

### Géolocalisation
| Comté de Washoe | Comté de Pershing           |                 |
| Comté de Lyon   | Comté de Comté de Churchill | Comté de Lander |
|                 | Comté de Mineral            | Comté de Nye    |

## Démographie
| Groupe                           | Comté de Churchill | Nevada | États-Unis |
| -------------------------------- | ------------------ | ------ | ---------- |
| Blancs                           | 82,0               | 66,2   | 72,4       |
| Autres                           | 4,7                | 12,0   | 6,2        |
| Amérindiens                      | 4,5                | 1,2    | 0,9        |
| Métis                            | 4,2                | 4,7    | 2,9        |
| Asiatiques                       | 2,7                | 7,2    | 4,8        |
| Noirs                            | 1,6                | 8,1    | 12,6       |
| Océaniens                        | 0,2                | 0,6    | 0,2        |
| Total                            | 100                | 100    | 100        |
| Hispaniques et Latino-Américains | 12,1               | 26,5   | 16,7       |

Selon l'American Community Survey, en 2010, 89,65 % de la population âgée de plus de 5 ans déclare parler l'anglais à la maison, 6,10 % l'espagnol, 0,99 % le tagalog, 0,97 % le gujarati 0,55 % l'allemand et 1,74 % une autre langue.